# J-Popcon
J-Popcon er en årlig dansk anime convention (festival) i København for manga, anime og japansk popkultur. Det er den største festival i Danmark med fokus på japansk populærkultur. Festivalen arrangeres af den frivillige forening J-Popkai. J-Popcon startede som et lille hyggearrangement, men er siden hen vokset, så der i 2025 var over 15.000 gæster. Aktiviteterne er fordelt på DGI Byen og Øksnehallen ved siden af.
J-Popcon blev første gang afholdt i år 2000, men den næste blev først afholdt i 2003, og siden da har det med et par undtagelser været en årlig begivenhed. Indtil 2010 blev det afholdt den første weekend i november i Valby Kulturhus, men i 2011 flyttede det til DGI Byen. I 2012 blev der ikke afholdt noget J-Popcon, idet man i samarbejde med DGI Byen valgte at afholde arrangementet i februar/marts fremover med virkning fra 2013. Med virkning fra 2017 flyttedes arrangementet til foråret. I 2020 skulle J-Popcon have været afholdt 22.-24. maj, men det måtte aflyses som følge af coronaviruspandemien. I stedet blev det afholdt 15.-17. oktober 2021. Arrangørerne ønskede dog, at fremtidige J-Popcon skulle holdes i starten af året. Det betød imidlertid, at den næste J-Popcon måtte vente til 17-19. februar 2023, for at de kunne få den nødvendige forberedelsestid. Den seneste J-Popcon fandt sted i DGI Byen og Øksnehallen 14.-16. februar 2025. Den næste finder sted de samme steder 13.-15. februar 2026.
I 2025 blev J-Popcon arrangeret af 238 frivillige.

## Oversigt
| Dato                  | Lokation                | Besøgende | Gæster |
| --------------------- | ----------------------- | --------- | --- |
| 20.-22. oktober 2000  | Valby Medborgerhus      | 150       | |
| 22.-24. oktober 2003  | Valby Medborgerhus      | 500       | |
| 5.-7 november 2004    | Valby Medborgerhus      |           | |
| 4.-6. november 2005   | Valby Medborgerhus      |           | Junko Mizuno |
| 3.-5. november 2006   | Valby Medborgerhus      |           | Kazuki Takahashi |
| 2.-4. november 2007   | Valby Medborgerhus      |           | Yoshiyuki Sadamoto, Hiroyuki Yamaga, Michihiko Suwa, Nimura (WCS-dommer)                                                                                                |
| 7.-9. november 2008   | Valby Medborgerhus      |           | Kenjiro Morimoto |
| 6.-8. november 2009   | Valby Medborgerhus      | 1500      | |
| 12.-14. november 2010 | DGI Byen                | 2200      | Cécile Auclair, Eva Alaime, Haruko Momoi, Iris Rönkkö, Katharina O., Laura Salviani, Vic Mignogna                                                                       |
| 11.-13. november 2011 | DGI Byen                | 2390      | Yamazaki Urita |
| 15.-17. marts 2013    | DGI Byen                | 2303      | Yaya Han, John Catho Kristiansen, Jenni Källberg, Ronald Boom, Kimberley van der Hurk                                                                                   |
| 27.-29. marts 2014    | DGI Byen                | 2500      | YOHIO, Yuzuru Nakagawa, Reika, Rei Doll, Ryoko Demon |
| 20.-22. februar 2015  | DGI Byen                | 3000      | Charles Martinet, Lisle Wilkerson, Yuegene Fay, J.Hart, Ameno Kitarou                                                                                                   |
| 18.-20. marts 2016    | DGI Byen                | 3700      | Color-Code, Ann Hjort, Thomas Kirk, Peter Zhelder, FantasyNinja, Calssara, Shappi, Elffi, Gwan, Lupin                                                                   |
| 21.-23. april 2017    | DGI Byen                | 3500      | FEMM, PLASTICZOOMS, LucisoleS, Team Paraluna, Major Sam, Rianca, Silje Danielsen, YumiKoyuki                                                                            |
| 27.-29. april 2018    | DGI Byen                | 2700      | Enalya Cosplay, SolidSnake Cosplay, Saphira Cosplay, Samie, Scarlett, Night Cosplay                                                                                     |
| 17.-19. maj 2019      | DGI Byen                | 2900      | Atsuko Ishizuka, Chech Cosplay, Merry All-Nighter, Syrupcookie, Marudashi                                                                                               |
| 22.-24. maj 2020      | DGI Byen                | AFLYST    | - |
| 15.-17. oktober 2021  | DGI Byen                | 3400      | Merryweather, Shiroku, Mayo Cosplay, Dudus Arrrt, REEF Cosplay, Amaris Cosplay, The Ivanhoe Show                                                                        |
| 17.-19. februar 2023  | DGI Byen                | 4800      | Merryweather, Lumi, Mette Holm, Robert McCollum, Mie Rose, Chikara, Elvea, Maija, Irix Cosplay, Shinji, Zuum Cosplay                                                    |
| 16.-18. februar 2024  | DGI Byen og Øksnehallen | 8700      | Stig Rossen, Natasha Brock, Ann Hjort, Jan Tellefsen, James Cheek, ThaRixer, Spag, Kizuki, Marugitto, Faroni, Nordballe, Hiccup the Derp, Ironic Superhero              |
| 14.-16. februar 2025  | DGI Byen og Øksnehallen | 15000     | Jakob Stegelmann, Howard Wang, BranFlakes, EmBani, Lasse Vestergaard, SofiaStunts, Storm's Cosplay, LevyLike, Captain Ghostly, GigiAbla, Amalia, Vince's Cosplay Corner |
| 13.-15. februar 2026  | DGI Byen og Øksnehallen |           | |

## Cosplayshow
En meget populær begivenhed ved J-Popcon er cosplay-showene. I korthed går denne ud på, at folk klæder sig ud som en figur fra en manga eller anime og så laver en lille optræden på en scene, hvorefter der uddeles præmier for ting så som flotteste kostume, mest kreative indslag m.v.
Cosplay-showene er weekendens højdepunkter, der overværes af en stor del af deltagerne i connet. Hver år ser man flere eksempler på, hvordan danskerne prøver at følge med cosplayforventningerne fra dommerne, som ofte er fra andre lande og selv har vundet flere præmier. Populariteten har specielt vist sig ved den stigende varighed, konkurrencen har haft, hvilket også betød, at der i 2006 blev nedsat en speciel gruppe til at tage sig af konkurrencen. 
Fra 2007 til 2011 arrangeredes kvalifikationen til det internationale cosplaymesterskab i Japan, World Cosplay Summit, som en del af den hidtidige cosplay-konkurrencen. Ved J-Popcon i 2013 valgte man imidlertid at dele i to shows, dels et mere uforpligtigende show og dels Danish Cosplay Championship (DCC) med kvalifikation til World Cosplay Summit i Japan, European Cosplay Gathering i Frankrig, EuroCosplay i England og Nordic Cosplay Championship i Sverige. I 2023 trak J-Popcon sig fra deltagelsen i World Cosplay Summit grundet deres fortsatte involvering i et partnerevent i Saudi-Arabien grundet landets forhold til menneskerettigheder og LGBTQ+. I 2024 blev der valgt repræsentanter til Extreme Cosplay Gathering (tidl. European Cosplay Gathering) i Frankrig, Nordic Cosplay Championship i Sverige, International Cosplay League i Spanien, Cosplay World Masters i Portugal og Tournament of Champions i Østrig.
J-Popcons cosplayshows består nu af tre forskellige konkurrencer: Danish Cosplay Championship afholdt om lørdagen, J-Popcons Cosplayshow, også kaldet Søndagsshowet og craftsmanshipkonkurrencen, der begge afholdes om søndagen i forlængelse af hinanden. Hvor de to førstnævnte er showbaserede, er craftsmanshipkonkurrencen udelukkende baseret på selve kostumet og dets detaljer.

## Dealer Room og Artist Alley
Dealer Room (forhandlerrummet) er det andet store tilløbsstykke. Dealer Room består af et antal stande, hvor almindelige butikker får en plads, hvilket f.eks. vil sige butikker såsom Fantask og Faraos Cigarer samt en række andre, der sædvanligvis skifter fra år til år. Vareudbuddet er normalt anime på DVD, mangaer, figurer og forskelligt merchandise, men varierer fra år til år baseret på de både danske og internationale forhandlere. Der er oftest også en butik, der sælger japansk slik og lignende. 
Artist Alley er J-Popcons fandrevne salgsområde, hvor kunstnere sælger deres eget producerede merchandise, både originalt og fanart-baseret. Her finder man alt fra tegninger og craft til syede kreationer og anden form for fanart. Området har vokset år efter år, både i stigende popularitet blandt gæsterne og kunstnerne samt størrelse, og i 2024 blev boderne udsolgt i løbet af lige over tre minutter.
I 2024 rykkede både Dealer Room og Artist Alley over i Øksnehallen i den største lokaleomrokering af J-Popcon i mange år.

## Biografer
På J-Popcon var der tidligere to-tre biografer, hvor der det meste af tiden vistes anime, oftest i døgndrift. Selvom der specielt de tidligere år også blev vist ældre film og serier, blev der senere primært vist helt nye film og serier. Der har ikke været biograf hos J-Popcon i flere år nu grundet faldende interesse i takt med, at det blev nemmere at finde anime online f.eks. på streamingtjenester som Netflix.
Oprindelig var det ofte fansubs, der blev vist i biograferne, men der blev også i enkelte tilfælde vist kommercielle udgivelser. Som eksempel blev der i 2003 vist første afsnit af Last Exile som led i danske TV-Animations annoncering af købet af de danske tv-rettigheder. I 2006 blev der vist relativt mange danske DVD-udgivelser. I 2015 kunne man byde på en biograf i samarbejde med streamingservicen Crunchyroll.

## Andre aktiviteter
Ud over cosplayshowet er der også forskellige andre shows og events. I år 2010 besøgte Haruko Momoi J-Popcon og optrådte med en stor koncert på hovedscenen. Ud over har den svenske ungdomsgruppe Project Chu optrådt i 2010 og igen i 2011 med sang og dans. Senest har japanske musikere som YOHIO, FEMM og PLASTICZOOMS besøgt J-Popcon, men også danske kunstnere har optrådt på deres hovedscene, såsom Stig Rossen. Der bliver også stillet modeshows på benene med japanske tøjstile så som Lolita og vintage cosplay. 
Hvert år deltager flere kendte gæster, både internationale og danske, som i løbet af weekenden afholder events, foredrag, signeringer m.m. Det er både stemmeskuespillere som Charles Martinet (bl.a. Mario), Ann Hjort (bl.a. Jessie fra Pokémon) og Robert McCollum (bl.a. Reiner fra Attack on Titan), mangakaer (manga-artister) som Kazuki Takahashi (Yu-Gi-Oh!) og Yoshiyuki Sadamoto (Neon Genesis Evangelion) samt animatorer og instruktører som Atsuko Ishizuka (No Game, No Life) og Michihiko Suwa (Mesterdetektiven Conan).
En anden aktivitet er deres maid café, hvor medarbejderne er klædt ud som tjenestepiger (engelsk: maids) og butlere og byder kunderne velkommen. Der er mulighed for at købe kager, te og kaffe, samt at få taget billeder sammen med medarbejderne. Derudover deltager flere madboder med fokus på asiatisk mad hvert år, og det er ligeledes muligt at opleve klassisk karaoke i både åbne og private lokaler samt læse manga i deres Manga Lounge. Desuden har de en 18+ Lounge, hvor man ved fremvisning af gyldigt billed-ID kan få adgang til at slappe af med alkohol i begrænsede mængder.
I 2020 introducerede J-Popcon Tabletop City, et brætspilsområde, der sætter fokus på helt analoge spil. Derudover har de også et Game Room, hvor det handler om de digitale spil fra Nintendo og Bandai Namco til arkademaskiner.
Hvert år deltager flere lokale foreninger, festivaler og andre events desuden i J-Popcons Community Corner fra sportsklubber og lignende festivaler til ungdomsklubber og forretninger.            